# Igor Rabello da Costa
Igor Rabello da Costa (Río de Janeiro, Estado de Río de Janeiro, Brasil; 28 de abril de 1995), conocido como Igor Rabello, es un futbolista brasileño. Juega de defensa en Atlético Mineiro del Campeonato Brasileño de Serie A.

## Trayectoria
Rabello se incorporó al equipo juvenil del Botafogo en 2012 procedente del Fluminense. Fue promovido al primer equipo en diciembre de 2015 e hizo su debut absoluto el 29 de abril del año siguiente al comenzar en un empate 1-1 en casa por la Copa de Brasil contra Coruripe.
Tras una escasa utilización se incorporó a Náutico de la Série B brasileña el 20 de mayo de 2016, cedido hasta final de año. Contribuyó con dos goles en 15 partidos con el club, el primero el 4 de septiembre en una derrota a domicilio por 4-3 ante Sampaio Corrêa.
Al regresar al Botafogo, Rabello se convirtió en titular habitual e hizo su debut en la Série A brasileña el 15 de mayo de 2017 comenzando con una derrota por 2-0 ante Grêmio. El 5 de junio renovó su contrato hasta finales de 2019.
Anotó su primer gol el 24 de octubre de 2017, anotando el gol de la victoria en la derrota por 2-1 en casa del Corinthians.
El 4 de enero de 2019 se incorporó al Atlético Mineiro por cinco años.

## Clubes
| Club               | País   | Año           |
| ------------------ | ------ | ------------- |
| Botafogo           | Brasil | 2016-2018     |
| Náutico (prestado) | Brasil | 2016          |
| Atlético Mineiro   | Brasil | 2019-presente |

## Palmarés
Botafogo
- Campeonato Carioca: 2018

Atlético Mineiro
- Campeonato Brasileño Serie A: 2021
- Copa de Brasil: 2021
- Campeonato Minero: 2020 , 2021 , 2022
- Supercopa de Brasil: 2022